# Nadia Szagdaj
Nadia Szagdaj (ur. 19 marca 1984 we Wrocławiu) – polski muzyk i pisarka, autorka thrillerów i powieści kryminalnych, głównie z serii retro Klara Schulz.

## Życiorys
Nadia Szagdaj jest z wykształcenia muzykiem. W wieku lat siedmiu rozpoczęła naukę gry na wiolonczeli, a dziesięciu – na fortepianie. Po ukończeniu nauki gry na obu instrumentach zajęła się zawodowo śpiewem operowym. Ukończyła studia na Wydziale Wokalnym Akademii Muzycznej im. Karola Lipińskiego we Wrocławiu.
Pierwsza powieść Nadii Szagdaj (Przepowiednia) ukazała się w roku 2009, nakładem wydawnictwa E-Media. Pierwszą część serii Kroniki Klary Schulz opublikowało wydawnictwo Bukowy Las, w 2013 roku. Od tamtej pory autorka sukcesywnie publikuje nowe części przygód Klary Schulz. W 2014 roku otrzymała nominację do nagrody Gazety Wyborczej Warto. W 2018 roku została nagrodzona tytułem 30 Kreatywnych Wrocławia. W 2016 roku ukazała się książka Love, thriller, którego akcja toczy się we współczesnym Wrocławiu.
Autorka jest także nominowaną do tytułu Osobowość Roku 2018 Gazety Wrocławskiej reżyserką serialu Mroki Dolnego Śląska, nadawanego przez TVP3 Wrocław.

## Publikacje[3]
- 2009: Przepowiednia[4]; powieść fantasy
- 2013: Kroniki Klary Schulz. Sprawa Pechowca[5]
- 2014: Kroniki Klary Schulz. Zniknięcie Sary[6]
- 2015: Kroniki Klary Schulz. Grande Finale[7]
- 2016: Love; thriller psychologiczny
- 2017: Nowe śledztwa Klary Schulz. Tajemnica Nathaniela
- 2019: To nie jest amerykański film[8]; thriller
- 2019: Nowe śledztwa Klary Schulz. Bella Donna[9].
- 2020: Likwidacja; cykl Kaja Danielewicz, tom 1. ISBN 978-83-81-72459-3
- 2021: Instynkt; cykl Kaja Danielewicz, tom 2
- 2023: Rak Tom 1. Psy szczekają, karawana jedzie dalej (z Grzegorzem Filarowskim). Lingua Mortis, Stępin, ISBN 978-83-962803-0-5.
- 2024: RAK. Tom 2. Wszystko do umorzenia (z Grzegorzem Filarowskim). Lingua Mortis, Stępin
- 2024: Elementarz zbrodni, Wydawnictwo Bukowy Las, ISBN 978-83-8074-560-5[10]